# Соскіс Давид Володимирович
Давид Володимирович Соскіс (англ. David Soskice, англ. Давид Владимирович Соскис; 27 березня 1866, Бердичів — 28 червня 1941, Суррей) — російський революціонер, журналіст.

## Біографія
Народився в 1866 році в єврейській родині купця Вольфа Соскіса і його дружини Басі Ліби Соскіс.
Вивчав право в Києві, Петербурзі та Одесі. Приєднався до революціонерів, кілька разів заарештовувався.
У 1893 році емігрував до Швейцарії, а потім в 1898 році до Англії. Одружився з Анною Софією Йохансен (англ. Anna Sophia Johansen), дочкою російського судді норвезького походження, яка народила сина Віктора (1895—1986). Шлюб розпався в 1902 році. Вдруге одружився 20 вересня 1902 року з Джульєт Хюффер, дочкою музичного критика Френсіса Хюффера та онукою художника Форда Медокса Брауна. Був знайомий з Едвардом і Констанс Гарнетт.
Під псевдонімами Д. Сатурін, Д. Альбіонов та Д. Форд працював у газетах «Столичная почта», «Товарищ» і журналах «Начало», «Жизнь».
Входив до «Аграрно-соціалістичну лігу», а потім в Партію соціалістів-революціонерів. Працював у Фонді вільної російської преси. У 1905 році редагував журнал Товариства друзів російської свободи «Free Russia» («Вільна Росія»), тимчасово змінивши на місці редактора Фелікса Волховського.
Коли після Кривавої неділі бунтівний священик Георгій Гапон втік до Англії, він деякий час переховувався в будинку Соскіса в лондонському районі Гаммерсміт. В цей час Соскіс спільно з Джорджем Гербертом Перрісом за розповідями Гапона написали його біографію «The story of my life» («Історія мого життя»), що вийшла під ім'ям Гапона.
Після оголошення в листопаді 1905 року амністії повернувся в Росію. В 1905—1908 роках був кореспондентом щоденної газети «The Tribune».
З літа 1917 року знову у Росії. Особистий секретар Олександра Керенського. Був кореспондентом газети «The Manchester Guardian». Під час Жовтневого перевороту був у Зимовому палаці, після чого втік з Росії.
У 1921—1922 рр. був членом «Лондонського Комітету допомоги голодуючим в Росії». У 1924 році отримав британське підданство.
Помер в Сурреї 28 червня 1941 року.

## Родина
Син Давида, Френк Соскіс (1902—1976), був членом британського парламенту і міністром внутрішніх справ у лейбористському уряді Гарольда Вілсона, йому був подарований титул барона.

## Твори
- Гиббинс Б., Сатурин Д. История современной Англии. СПб., 1901.
- Сатурин Д. Индия и её горе. Ростов-на-Дону. 1906.
- Сатурин Д. Как ирландские крестьяне добыли землю. Ростов-на-Дону. 1906.
- Германский император и народ. Ростов-на-Дону. 1907.
- Д. Сатурин. История периодической печати в Англии.
- Государственный строй и политические партии в Зап. Европе и Сев. Америк. Соедин. Штатах // Англия.
- «David Soskice's Reminiscences», in Martin McCauley, ed., The Russian Revolution and the Soviet State. London, 1975.

## Архівні фонди
- Stow Hill Papers — папери Соскісів в архіві Британського Парламенту.
- ДАРФ. Ф. Р-6398. Особистий фонд Давида Володимировича Соскіса. Документи надійшли до архіву в 1946 році з Російського закордонного архіву у Празі.